# Retrato de Andrés de Santa Cruz (José Gil de Castro)
Retrato de Andrés de Santa Cruz es un óleo sobre lienzo obra de José Gil de Castro en Lima en 1836. Es parte de la colección pictórica del Museo Nacional de Arqueología, Antropología e Historia del Perú (Pueblo Libre, Lima). La pintura retrata al militar Andrés de Santa Cruz sirviendo al gobierno peruano, antes de proclamar la Confederación Perú-Boliviana.